# Deux coqs d'or
Deux coqs d'or est une marque éditoriale française pour la jeunesse, fondée par Georges Duplaix et Frédéric Richshöffer en 1949 sous le nom d'éditions Cocorico. Elle publie plusieurs collections parmi lesquelles « Un petit livre d'or », « Les Romans du livre d'or »,  « Les Albums bonne nuit » et « Étoile d'or ». Depuis 1991, la maison est devenue un département du groupe Hachette Livre.

## Histoire
Au début des années 1940, Georges Duplaix et Frédéric Richshöffer lancent avec succès la collection Golden Books aux États-Unis. Ils souhaitent alors recréer ce succès en France et fondent en 1949 les Éditions Cocorico. Ils y publient des contes, aventures et histoires destinées aux enfants, à prix réduits, ouvrant ainsi l'accès aux livres aux milieux les plus populaires. 
En 1955, la maison change de nom avec la création de la société Les éditions des deux coqs d'or. Son catalogue s'élargit à des créations françaises ou à des traductions américaines, britanniques et italiennes. 
Dans les années 1980, l'illustratrice espagnole spécialisée dans la littérature pour enfants Mercè Llimona rejoint la maison. 
En 1991, la maison est rachetée par Hachette Livre.
En 2018, un titre des Deux coqs d'or, Où sont cachées les licornes ? de Paul Moran, figure dans le Top-10 GfK des ventes de livres jeunesse illustrés.

## Collections
Liste fondée sur le Catalogue général de la Bibliothèque nationale de France.

### Mode et création
- Défilés de mode
- Fashion Girls
- Les ateliers bijoux
- Les ateliers créatifs

### Graine d'artistes
- Les ateliers du calme
- Mes premiers ateliers du calme
- Colos magiques
- Mes premières activités

### Découverte et docus
- Dis pourquoi ?
- Le Super Livre
- L'Homme et la Nature

### Gommettes
- Tattoos
- Stickers
- Magnets

### Éveil
- Les livres sonores
- Les livres de naissance
- Les livres-bain
- Les livres-tissu

### Jeux
- Cherche et trouve
- Les boîtes à
- Disparition à

### Blagues
- Toto

### Albums
- Collection Praline
- Les Coquinettes
- Étoile d'or
- Les Grands livres d'or
- Les Livres-puzzle
- Les Romans du livre d'or
- Super Étoile d'or
- Un petit livre d'argent
- Un petit livre d'or

### Religieux
- Bibles
- Livres de baptême

## Les partenariats
La maison Deux Coqs d'Or a de nombreux partenaires qui lui permettent d'avoir accès à des informations diverses, selon les sujets. 
- Disney
- Silence, ça pousse !
- C'est pas sorcier
- N'joy
- L'Équipe

## Deux Coqs d'Or et Janod
Depuis 2018, Deux Coqs d'Or s'est étendu au domaine du jouet, via un partenariat avec Janod, qui lui permet d'être distribué dans des magasins jouettistes.
Différentes collections ont émergé sous le label « Hachette » :
- Les ateliers du calme ;
- Les ateliers bijoux ;
- Les ateliers déco ;
- Défilés de mode.

En 2020, le partenariat se lance dans les jeux de société ludo-éducatifs, ainsi que dans la papeterie.